# Elaeocarpus dentatus
Elaeocarpus dentatus (Maori: hīnau) is een plantensoort uit de familie Elaeocarpaceae. Het is een boom met een breed spreidende kroon die een groeihoogte kan bereiken tot ongeveer 18 meter. De takken zijn rechtopstaand en vervolgens spreidend.
De soort komt voor in Nieuw-Zeeland, zowel op het Noordereiland als op het Zuidereiland. De zuidgrens van het verspreidingsgebied ligt van west naar oost van het zuidelijk deel van het Westland tot in Christchurch. Hij groeit daar voornamelijk uit kust- en laaglandbossen, maar kan af en toe ook voorkomen in bergbossen.